# Louis Thelemann
Louis Eduard Heinrich Thelemann (* 15. Januar 1890 in Leer, Ostfriesland; † 31. Januar 1953 in Leer) war ein deutscher Politiker (SPD), Mitglied des Niedersächsischen Landtages und Mitglied des Ernannten Hannoverschen Landtages.

## Leben
Nach dem Besuch der Volksschule absolvierte Louis Thelemann eine handwerkliche Ausbildung als Zimmermann. Er war danach von 1907 bis 1914 als solcher beruflich tätig und arbeitete in seinen Wanderjahren in Holland, Belgien, Frankreich, Schweiz, Italien, Osterreich und Ungarn. Im Ersten Weltkrieg war er Kriegsteilnehmer in den Jahren 1914 bis 1918. 
In die SPD trat er im Jahr 1909 ein. Er übernahm 1919 in der Ortsgruppe Leer den Vorsitz des Allgemeinen Deutschen Gewerkschaftsbundes und war SPD-Fraktionsführer im Stadtparlament Leer und im Kreistag bis 1933. In der Zeit des Nationalsozialismus wurde er 1933 entlassen und im Mai 1933 verhaftet. In der Folge war er von 1934 bis 1945 wieder als Zimmermann in der Region Leer tätig. Nach dem 20. Juli 1944 wurde er nochmals inhaftiert und in das Konzentrationslager Neuengamme verbracht. Nach Kriegsende nahm er seine politische Tätigkeit wieder auf, er wurde später Gewerkschaftssekretär,  Bürgermeister, Kreisausschussmitglied und Landschaftsrat des Kommunalverbandes Ostfriesische Landschaft. Thelemann war befreundet mit Hermann Tempel und Wilhelmine Siefkes. Gemeinsam mit Wilhelmine Siefkes gab er die Wochenzeitung Volksbote heraus. Gemeinsam gründeten sie in unmittelbarer Nachbarschaft ihres Wohnhauses ein Jugendhaus, in dem Arbeiterkinder ihre Freizeit verbringen konnten. Dieses Jugendhaus wurde von den Nationalsozialisten geschlossen und fortan für die Hitlerjugend genutzt. 1957 veröffentlichte Wilhelmine Siefkes den Roman Uke setzt sich durch, der das Leben von Louis Thelemann zum Inhalt hat.
Er war Mitglied des Hannoverschen Provinziallandtages und vom 23. August 1946 bis 29. Oktober 1946 Mitglied des ernannten Hannoverschen Landtages. 
Vom 20. April 1947 bis 31. Januar 1953 war er Mitglied des Niedersächsischen Landtages (1. und 2. Wahlperiode).